# Вторая битва за Коринт
Вторая битва за Коринт (англ. Second Battle of Corinth) (в историографии Гражданской войны в США обычно называется Битвой за Коринт, в отличие от осады Коринта, происшедшей ранее в этом году) произошла 3-4 октября 1862 близ города Коринт, штат Миссисипи. Второй раз в ходе Юкийско-Коринтской кампании генерал-майор федеральной армии Уильям Роузкранс нанёс поражение армии Конфедерации, на этот раз возглавляемой генерал-майором Эрлом Ван Дорном.
После сражения за Юку генерал-майор Конфедерации Стерлинг Прайс направил армию на встречу с армией Ван Дорна. Объединённое войско под командованием Ван Дорна (как более старшего по званию) отправилось в направлении Коринта, важного железнодорожного узла в северном Миссисипи, надеясь перерезать линии снабжения противника, и затем выдавить северян в среднюю часть штата. Сражение началось 3 октября, после того как конфедераты выбили северян из траншей, некогда построенных южанами в ходе осады Коринта. Конфедераты воспользовались брешью в линии федеральных войск и продолжили нажим на противника, пока те не отступили к внутренним линиям укреплений.
На второй день сражения конфедераты пошли в наступление, но попали под мощный артиллерийский обстрел. Южане штурмовали батареи Пауэлла и Робинетта, где произошёл отчаянный бой врукопашную. Южанам удалось войти в Коринт, однако северяне быстро выбили их оттуда. После того как федералам удалось контратакой вернуть батарею Пауэлла, Ван Дорн отдал приказ об общем отступлении. Роузкранс не отдал сразу приказа о преследовании, и конфедератам удалось избежать полного разгрома.

## Подготовка к сражению
В сентябре 1862 генерал Конфедерации Брэкстон Брэгг отправился на север из Теннесси в Кентукки. Федеральный генерал Дон Карлос Бьюэлл вывел свою Огайскую армию из Нашвилла (штат Теннесси) для его преследования. В это же время генералы Ван Дорн и Прайс собирались выдвинуть подчинённые им силы Конфедерации из северного Миссисипи в среднюю часть Теннесси, чтобы поддержать действия Брэгга. Также перед конфедератами стояла задача воспрепятствовать намерению северян усилить войска Бьюэлла Теннессийской армией под командованием генерал-майора Улисса Гранта. После завершения осады Коринта летом армия Гранта защищала линии снабжения в западном Теннесси и северном Миссисипи. В ходе битвы при Юке 19 сентября Западная армия Конфедерации под командованием генерал-майор Стерлинга Прайса была разбита в сражении с силами Союза под верховным командованием Гранта (непосредственно силами северян в сражении командовал генерал Роузкранс, командующий армией Миссисипи). Вторая колонна сил Гранта под командованием генерал-майора Эдварда Орда, подходившая к Юке, не приняла участия в битве, как планировалось изначально. По-видимому, Грант и Орд не слышали звуки начавшейся битвы, попав в зону акустической тени. Прайс надеялся соединить своё небольшое войско с армией западного Теннесси под командованием генерал-майора Эрла Ван Дорна и нарушить пути снабжения Гранта, но Роузкранс ударил первым, вынудив Прайса отступить от Юки. Однако генералу Роузкрансу не удалось добиться успеха последующим преследованием войска Прайса.
После сражения за Юку Грант разместил свой штаб в городе Джексон, штат Теннесси, для облегчения взаимодействия с его войсками в Коринте и Мемфисе. Роузкранс вернулся в Коринт. Три дивизии Теннессийской армии Улисса Гранта, находившиеся под командованием Орда, отправились в город Боливар, штат Теннесси, к северо-западу от Коринта на соединение с генерал-майором Стефаном  Харлбатом. Таким образом, относительно недалеко друг от друга располагались следующие силы под общим командованием Гранта: 12 000 человек в Боливаре, 23 000 человек генерала Роузкранса в Коринте, 7000 человек генерал-майора Уильяма Шермана в Мемфисе и 6000 человек в общем резерве в Джексоне.
Армия Прайса направилась к Рипли, штат Миссисипи, где 28 сентября соединилась с армией Ван Дорна, который, как старший по званию, принял командование над объединёнными силами, составлявшими 22 000 человек. 1 октября войско конфедератов отправилось вдоль железной дороги Мемфис — Чарльстон в Покахонтас, штат Теннесси. Существовало несколько вариантов дальнейших действий южан из этого населённого пункта, поэтому их намерения не были до конца ясны Гранту. Когда конфедераты 2 октября разбили лагерь у Чивалы, Грант уже с большей уверенностью мог сказать, что целью противника является взятие Коринта. Южане собирались подойти к Коринту с неожиданного для федеральных сил направления, взять город и отрезать Роузкранса от подкреплений, а затем вторгнуться в среднюю часть штата Теннесси. Грант отправил приказ Роузкрансу приготовиться к обороне и в то же время предупредил Харлбата держаться настороже и ударить во фланг противника, если представится благоприятная возможность. Несмотря на предупреждение Гранта, Роузкранс не поверил, что целью наступления Ван Дорна является Коринт. Он полагал, что командующий конфедератов не решится на безрассудную атаку укреплённого города и может вместо этого ударить по железной дороге Мобил — Огайо, что вынудит солдат Союза оставить позиции.
Вдоль северной и восточной окраин Коринта на расстоянии двух милях от города находилась линия укреплений, которая протянулась от дороги на Чивалу на северо-западе и простирались на юг до железной дороги Огайо. Укрепления были построены армией генерала Конфедерации Борегара перед оставлением города ранее в мае этого года. 23 000 человек Роузкранса не хватало для защиты такой протяжённой линии, поэтому с одобрения Гранта Роузкранс перестроил оборону, исходя из целей защиты города и складов боеприпасов близ железнодорожного узла. Внутренняя линия редутов, более близкая к городу, носившая название «линия Халлека», была намного более важной. В пределах внутренней линии укреплений, называемой Колледж-хилл, были размещены батареи, носившие грозные имена: Робинетт, Уильямс, Филипс, Танрат и Лотроп. Орудия батарей были размещены в мощных земляных укреплениях. Батареи были прикрыты объединённым бруствером. За последние четыре дня сентября северяне ещё больше усилили укрепления. Они срубили деревья, растущие близ батареи Робинетта, расположенной в центре, и сделали из них засеку. Роузкранс задумал сбить наступательный порыв южан с помощью стрелковой цепи на старых укреплениях конфедератов, а затем встретить главные силы противника на линии Халлека в миле от центра города, выставив против них свои основные силы. Последней линией обороны должны были стать батареи на Колледж-хилл. Солдатам раздали трёхдневные пайки и по сотне патронов. Ван Дорну не было известно о силе противника. Также командование северян предусмотрительно выделило из состава армии Теннесси две дивизии для усиления армии Роузкранса.

## Силы противников

### Союз
Подробнее по этой теме см. Структура армии Союза во второй битве за Коринт
| Основные командиры армии Союза |
| --- |
| - Генерал-майор Уильям Роузкранс - Бригадный генерал Дэвид Стэнли - Бригадный генерал Чарльз Гамильтон - Полковник Джон Мизнер - Бригадный генерал Томас Дейвис - Бригадный генерал Томас Маккин |

Миссисипская армия генерала Роузкранса состояла из следующих соединений:
- дивизии бригадного генерала Дэвида Стэнли[англ.], включавшей бригады полковников Джона Фуллера[англ.] и Джозефа Моуэра[англ.];
- дивизии бригадного генерала Чарльза Гамильтона[англ.], включавшей бригады бригадных генералов Наполеона Бьюфорда[англ.] и Иеремии Салливана[англ.];
- кавалерийской дивизии полковника Джона Мизнера, включавшей бригады полковников Эдварда Хатча[англ.] и Альберта Ли[англ.];
- дивизии, переданной из Теннессийской армии, под командованием бригадного генерала Томаса Дейвиса[англ.], включавшей бригады бригадных генералов Плезанта Хэклмена[англ.] и Ричарда Оглсби и полковника Сайласа Болдуина;
- ещё одной приданной дивизии (также из Теннессийской армии) под командованием бригадного генерала Томаса Маккина[англ.], включавшей бригады бригадных генералов Джона Макартура и полковников Джона Оливера[англ.] и Марселлуса Крокера[англ.].

### Конфедерация
Подробнее по этой теме см. Структура армии Конфедерации во второй битве за Коринт
| Основные командиры армии Конфедерации |
| --- |
| - Генерал-майор Эрл Ван Дорн - Генерал-майор Стерлинг Прайс - Бригадный генерал Луи Эбе́р - Бригадный генерал Мартин Грин - Бригадный генерал Дэбни Мори - Генерал-майор Мансфилд Ловелл |

Западнотеннессийская армия Эрла Ван Дорна состояла из следующих соединений:
- корпуса Прайса, также известного как Западная армия[англ.], состоявшего из двух дивизий:
  - дивизии бригадного генерала Луи Эбе́ра[англ.], включавшей 4 бригады под командованием бригадного генерала Мартина Грина[англ.] и полковников Элайджи Гейтса[англ.], Брюса Колберта и Джона Мартина[англ.];
  - дивизии бригадного генерала Дэбни Мори[англ.], включавшей 3 бригады под командованием бригадных генералов Джона Мура[англ.] и Уильяма Кейбелла[англ.] и действующего[''i'' 2] бригадного генерала Чарльза Файфера[англ.];
- первой дивизии округа Миссисипи генерал-майора Мансфилда Ловелла[англ.], включавшей 3 бригады под командованием бригадных генералов Альберта Раста[англ.], Джона Виллепига[англ.], Джона Боуэна и кавалерийскую бригаду полковника Уильяма Джексона[англ.], а также батальон Луизианских зуавов майора Сен-Леона Дюпьера.

## Битва

### 3 октября
Утром 3 октября три дивизии Роузкранса заняли старые стрелковые укрытия южан на северо-западе города. Маккин был на левом фланге, Дэвис в центре и Гамильтон на правом фланге. Дивизия Стэнли находилась в резерве к югу от города. Ван Дорн приступил к штурму в 10 часов утра. Дивизия Ловелла с трёх сторон атаковала бригаду Макартура (из дивизии Маккина на левом фланге северян). План Ван Дорна заключался в двойном охвате. Ловелл начинал бой. Южане надеялись, что Роузкранс ослабит свой правый фланг, чтобы подкрепить Маккина. В это время Прайс должен был нанести главный удар против правого фланга сил Союза. Ловелл предпринял атаку против Оливера и в то же время Маури начал бой с Дэвисом на левом фланге северян. Макартур незамедлительно отправил четыре полка на поддержку Оливера и в это же время Дэвис выдвинул свою линию к окопам. Из-за этих перемещений в порядках северян между Маккином и Дэвисом образовалась брешь. Конфедераты воспользовались этим просчётом и в 13.30 нанесли удар в брешь, вынудив всю линию Союза отойти на полмили назад к редутам. Северяне оставили два орудия, попавшие в руки конфедератов.
В ходе боя был убит генерал Хаклман а генерал Оглсби (будущий губернатор Иллинойса) получил серьёзное ранение, пуля прошла через лёгкие. Около 15.00 Хэмилтон получил приказ оставить линию и атаковать конфедератов на левом фланге. Однако из-за непонятого вовремя приказа и демаскировки войск у фронта Бафорда была потеряна масса времени, дивизия была готова к движению только на закате, и от наступления пришлось отказаться. Ван Дорн отметил в своём рапорте: «Ещё один час дневного света дал бы нам победу, которая смягчила нашу скорбь по погибшим смертью храбрых на этом поле, которое мы потеряли, но мы не потеряли там свою честь». На самом деле ещё один час дал бы Хамильтону возможность ввести в дело свежие, не вступавшие в бой бригады, повести их против левого фланга и в тыл конфедератов и по всей вероятности выбить Ван Дорна с поля. Тогда второго дня битвы не понадобилось бы.
Преимущество перешло к конфедератам. Роузкрансу пришлось отступить во всех пунктах. Ночью вся его армия за исключением постов была внутри линии редутов. Обе стороны были измотаны боями. Люди буквально валились с ног из-за сильной жары (94 по Фаренгейту или 34 по Цельсию) и нехватки воды. Конфедераты провели ночь в 600 ярдах от укреплений Союза. Ван Дорн перегруппировал силы для атаки на следующий день. Ему пришлось отказаться от своего сложного плана двойного окружения. Историк Шелби Фут пишет: «Его кровь взыграла; его целью был Роузкранс, и он преследовал его самым жёстким, самым простым способом, какой только можно вообразить. Сегодня, чтобы довершить разгром, начатый накануне, его успех будет зависеть не от хитрости, но от стремительного точного огня его орудий и неприкрытой доблести его пехоты».
Биограф Роузкранса Уильям М. Леймерс сообщает, что Роузкранс к концу первого дня битвы не потерял уверенность и заявил: «Мы заманили их туда, куда хотели». Некоторые его генералы отмечали изумительный юмор своего командира. Тем не менее, Питер Коззенс полагает, что Роузкранс «устал и находился в замешательстве, только потому, что его силы превосходили южан в соотношении три к одному». Стивен Вудворт, историк, специализирующийся на западном театре Гражданской войны изображает Роузкранса в негативном свете:

Роузкрансу…не удалось хорошо сработать. Не удалось предвидеть действия врага. Он ввёл, в битву едва лишь половину своих войск, послал своих людей в сражение на местности, которую было невозможно удержать. Генерал отдал своим командирам дивизий ряд нереальных и сбивающих с толку приказов и ничего не сделал для координации их действий, в то время как сам находился в безопасности в Коринте. В тот день передвижения его армии не имели ничего общего с каким бы то ни было планом сражения с противником или отступлением с боем. Войска и офицеры просто делали лучшее, что могли.
Оригинальный текст (англ.)
Rosecrans ... had not done well. He had failed to anticipate the enemy's action, put little more than half his troops into the battle, and called on his men to fight on ground they could not possibly hold. He had sent a series of confusing and unrealistic orders to his division commanders and had done nothing to coordinate their activities, while he personally remained safely back in Corinth. The movements of the army that day had had nothing to do with any plan of his to develop the enemy or make a fighting withdrawal. The troops and their officers had simply held on as best as they could.
— 

### 4 октября
На заре 4 октября шестипушечная батарея конфедератов начала обстрел позиций Союза. К 4.30 артиллеристам батареи конфедератов удалось накрыть внутреннюю линию укреплений Союза. Когда орудия южан смолкли, северяне приготовились к отражению атаки противника. Но её пришлось ждать долго, поскольку Ван Дорн отдал приказ Эберу начать бой на рассвете. Южане вели артобстрел, только чтобы позволить Эберу занять позицию для наступления.
В 7 утра Эбер послал весть к Ван Дорну, что слишком болен, чтобы вести дивизию. Бригадный генерал Мартин Е. Грин получил приказ принять командование и вести дивизию в бой. Прошло почти два часа, пока Грин идущий в наступление с четырьмя бригадами в эшелоне не занял позицию в лесу на севере города. Там он сформировал линию и двинулся на юг, где вместе с бригадами Гейтса и Маклейна (заменившего Мартина) напал на батарею Пауэлл, в то время как бригады Мура (заменил Грина) и Кольбера атаковали линию позиций Гамильтона. Конфедератам сопутствовал успех в их атаке на батарею, им удалось захватить орудия и рассеять войска из Иллинойса и Айовы. Гамильтон отразил атаку и затем послал часть своих сил на помощь Дэвису, который сплотил людей, выбил конфедератов с батареи и вернул орудия.
Маури уже вступил в сражение. Услышав звуки боя слева, он рассудил, что Дэвис и Гамильтон будут связаны битвой и не помешают его передвижениям и отдал приказ своей дивизии идти прямо на город. Его правый фланг в 11.00 встретил упорное сопротивление батареи Робинетт представлявший собой редан, защищённый рвом в пять футов ширины, и тремя 20-фунтовыми орудиями Паррота, которыми командовал лейтенант Генри Робинетт. Произошёл ожесточённый рукопашный бой вынудивший Маури отступить с тяжёлыми потерями. Эта была, возможно, самая горячая битва в ходе двухдневного сражения. Среди убитых был и полковник Уильям Роджерс из 2-го техасского полка, товарищ президента Джефферсона Дэвиса по мексикано-американской войне. Полковник 6-го техасского полка Лоуренс Салливан Росс был сброшен с коня, было отправлено ошибочное сообщение о том что он пал вместе с Роджерсом.
Бригада Фифера на левом фланге сопутствовал больший успех, ему удалось отбросить войска Дэвиса на левом фланге и войти в город. Однако триумф южан был недолгим. Часть бригады Салливана находившаяся в резерве на левом фланге Гамильтона обрушилась на южан. Конфедераты пришли в замешательство и стали отступать по узким улочкам города. Оказавшись под перекрестным огням батарей Союза с обоих флангов южане обратились в беспорядочное бегство. На помощь войскам захватившим батарею Пауэлл была отправлена бригада Кабелла из дивизии Маури но когда она подошла к цели войска Дэйвиса и Гамильтона уже успели захватить батарею. Кабелл, пошедший в атаку встретил убийственный огонь, вынудивший его людей отступить.
Тем временем Лоуэлл, готовясь к общему наступлению, вступил в бой с левым флангом войск Союза близ батареи Филлипс. Однако не успел он подготовиться, как получил приказ послать бригаду на помощь Маури а вскоре приказ разместить своих людей для прикрытия отступающей армии. В 16.00 из Джексона подошли подкрепления под командой бригадного генерала Джеймса Макферсона высланные Грантом. В 13.00 битва за Коринт фактически завершилась, конфедераты перешли в полное отступление.

## Послесловие
Это живёт в памяти каждого солдата сражавшегося в тот день — то как их генерал ринулся в самую гущу сражения, бился как рядовой солдат, наносил сильные удары мечом плашмя по обратившимся в бегство и честно сказать заставил их держаться. Затем войска быстро сплотились, побуждённые его изумительным поведением, град картечи из батарей пробил себе дорогу сквозь ряды повстанцев, подкрепления высланные Роузкрансем дали импульс национальному наступлению и атакующая колонна быстро была отброшена назад за линию укреплений.
Оригинальный текст (англ.)
It lives in the memory of every soldier who fought that day how his General plunged into the thickest of the conflict, fought like a private soldier, dealt sturdy blows with the flat of his sword on the runaways, and fairly drove them to stand. Then came a quick rally which his magnificent bearing inspired, a storm of grape from the batteries tore its way through the Rebel ranks, reinforcements which Rosecrans sent flying gave impetus to the National advance, and the charging column was speedily swept back outside the entrenchments.
— Уитлау Рейд Ohio in the War
Армия Роузкранса у Коринта потеряла 2.250 чел. (355 убитыми, 1.841 ранеными и 324 пропавшими без вести). Ван Дорн потерял 4.223 чел. (473 убитыми, 1.997 ранеными и 1,763 попавшими в плен или пропавшими без вести).
И снова поведение Роузкранса во второй день битвы породило споры историков. Его биограф Леймерс описал романтическую картину:

Дэвид Хендерсон, один из людей Дэвиса видел, как Роузкранс выехал из строя. Пули сбили с него шляпу. Его волосы развевались на ветру. На скаку он кричал: «Солдаты! Стойте за свою страну!» «Он был единственным генералом, которого я когда-либо знал,- позднее добавлял Хендерсон,- который был ближе к врагу, чем мы, сражавшиеся по фронту». Хендерсон, ставший после войны конгрессменом от штата Айова и спикером палаты представителей, написал, что Роузкранс был «лидером и победоносным духом…Своим блестящим поведением в разгар битвы он смог восстановить строй перед его полной деморализацией, и его люди, ставшие храбрыми под командованием храбреца, снова вступили в битву».
Оригинальный текст (англ.)
One of Davies' men, David Henderson, watched Rosecrans as he dashed in front of the Union lines. Bullets carried his hat away. His hair flew in the wind. As he rode along he shouted: "Soldiers! Stand by your country." "He was the only general I ever knew," Henderson said later, "who was closer to the enemy than we were who fought at the front." Henderson (after the war, a Congressman from Iowa and Speaker of the House of Representatives) wrote that Rosecrans was the "Central leading and victorious spirit. ... By his splendid example in the thickest of the fight he succeeded in restoring the line before it was completely demoralized; and the men, brave when bravely led, fought again.
— 
Питер Козенс, автор недавнего книжного исследования битв за Юку и Коринт пришёл к противоположному заключению:

Роузкранс был в гуще сражения, но его присутствие вряд ли вдохновляло. Огайский генерал совсем перестал себя контролировать, называл трусом всякого, кто проходил мимо, пока сам не лишился последней надежды… Роузкранс едва не заплатил жизнью за свою театральность «На второй день я был повсюду на линии сражения» — написал он с лицемерной гордостью. "Темпл Кларк из моего штаба получил пулю в грудь. Моя сабельная перевязь была пробита пулей, и мои перчатки были залиты кровью штабного офицера, раненого рядом со мной. По войскам ходили слухи, что я убит, но вскоре они прекратились после моего появления на поле боя.
Оригинальный текст (англ.)
Rosecrans was in the thick of battle, but his presence was hardly inspiring. The Ohioan had lost all control of his infamous temper, and he cursed as cowards everyone who pushed past him until he, too lost hope. ... Rosecrans's histrionics nearly cost him his life. "On the second day I was everywhere on the line of battle," he wrote with disingenuous pride. "Temple Clark of my staff was shot through the breast. My saber-tache strap was caught by a bullet, and my gloves were stained with the blood of a staff officer wounded at my side. An alarm spread that I was killed, but it was soon stopped by my appearance on the field.
— 
После боя Роузкранс проявил себя без блеска. Грант отдал ему ясный приказ незамедлительно преследовать Ван Дорна, но он не начал двигаться до утра 5 октября, объяснив, что его войска нуждаются в отдыхе и им трудно передвигаться по заросшей местности днём и невозможно ночью. 4 октября в 13.00, когда преследование могло быть наиболее эффективным, Роузкранс проскакал вдоль линии, чтобы лично развеять слух о своей гибели. У батареи Робинетт он спешился, обнажил голову и сказал солдатам: «Я стою в присутствии храбрецов и снимаю перед вами шляпу».
Грант с брезгливостью отмечал: «Два или три часа преследования в день битвы только с тем снаряжением, что было на людях, принесли бы большую пользу, чем какое бы то ни было преследование, но начатое на следующий день». Роузкранс вернулся в Коринт, рассчитывая, что пресса северян будет отзываться о нём, как о герое. Вскоре он был отправлен в Цинциннати, где получил командование над армией Огайо (вскоре переименованную в Камберлендскую армию), заменив Дона Карлоса Бьюэлла, которому, в свою очередь, не удалось организовать преследование отступающих конфедератов после битвы за Перивилль.
Несмотря на тяжёлые потери, Ван Дорну удалось полностью вывести армию и избежать войск Союза, посланных Грантом в погоню 5 октября после битвы за мост Хатчи. Ван Дорн отправился к Холли-Спрингс, штат Миссисипи. Своё поражение ван Дорн приписывал несвоевременному вступлению Эбера в бой на второй день сражения. Тем не менее, сразу после битвы Ван Дорн был заменён на генерала-лейтенанта Джона Пембертона. По всему Югу раздавались голоса возмущения бессмысленными потерями войск у Коринта. Ван Дорн попросил суд расследовать следующие обвинения в его адрес: что он был пьян, выполняя долг под Коринтом, и бросил раненых при отступлении. Суд единогласным решением снял с него все обвинения.